# Gouvernement Asow
Gouvernement Asow (russisch Азовская губерния) war der Name zweier Verwaltungseinheiten im Zarentum Russland und im Russischen Kaiserreich.

## Erstes Gouvernement

Asow ist in rot.

Asow war eines der ersten 8 Gouvernements, die während der Provinzreform von 1707 bis 1710 gegründet wurden. Am 1. März 1707 unterzeichnete der Zar die endgültige Liste der Städte des Gouvernements Asow. Offiziell wurde es gemäß einem Dekret vom 29. Dezember 1707 gegründet. Das nominelle Verwaltungszentrum des Gouvernements vor der Umsetzung der Bestimmungen des Friedens vom Pruth im Januar 1712 war die Stadt Asow. Dort befand sich die Residenz des Gouverneurs Iwan Tolstoi (1709–1710) und seine Kanzlei, die Asowsche Ordenskammer. Ein bedeutender Teil der allgemeinen Provinzfunktionen wurde vom Landrichter P. Kikin wahrgenommen, der in Tambow tätig war.
Ursprünglich umfasste Asow 52 Agglomerationen (Städte, Festungen und Siedlungen). Seit der Angliederung der Region Woronesch, die aus 25 Städten bestand, waren es 77. Das Gouvernement umfasste ganz oder teilweise die Gebiete der heutigen Oblaste Belgorod, Wolgograd, Woronesch, Lipezk, Nischni Nowgorod, Orjol, Pensa, Rostow, Rjasan, Saratow, Tambow, Tula und Mordwinien in Russland und Charkiw, Donezk und Luhansk in der Ukraine. Die Größe der Fläche betrug 393,8 Tausend Quadratkilometer.
Mit Beginn der eigentlichen Tätigkeit der Provinzinstitutionen im Jahr 1710 wurden in Asow drei territoriale Einheiten mittlerer Ebene gebildet: die Oberkommandantenprovinz Woronesch, die Oberkommandantenprovinz Tambow und die Städte, „die mit Asow verbunden sind“. Zu den Städten, „die mit Asow verbunden sind“, gehörten Festungen in der Nähe von Asow sowie Nowy Oskol, Waluiki und Tschuhujiw. Dieser Bezirk existierte in den Jahren 1710 bis 1712. Die Befugnisse des Gouverneurs Tolstoi erstreckten sich direkt auf ihn.
Die Oberkommandantenprovinz Woronesch wurde überwiegend aus den Städten des Admiralitätsbezirks gebildet, die Woronesch in den Jahren 1701–1709 für den Aufbau der Marine zugeteilt wurden. Die Provinz nahm eine Sonderstellung ein, die sie mit Gouvernements gleichstellte. Ihre Verwaltung wurde durch Senatsbeschlüsse geregelt, die von der Führung der Provinz getrennt waren. Diese Besonderheit der Provinz des Oberkommandanten und das Fehlen einer normativen Regelung führten dazu, dass die Provinz in diesen Jahren oft als „Gouvernement Woronesch“ bezeichnet wurde, was den regionalen Status Woroneschs stärkte.
Nach der Übergabe der Stadt Asow an die Osmanen im Januar 1712 behielt das Gouvernement seinen Namen, was zu Verwirrung in der damaligen Dokumentation führte, die die spätere Geschichtsschreibung beeinflusste. Das Verwaltungszentrum des Gouvernements wurde von Asow nach Tambow verlegt, wo die „Hauptkanzlei des Gouvernements“ und der zweithöchste Beamte der Provinz, der Vizegouverneur, tätig waren. Seit 1711 wurde der Standort der Gouvernementskanzlei in Tambow erwähnt. In der Geschichtsschreibung, beginnend mit Wassili Tatischtschew, und bis in die frühen 2000er Jahre, herrschte die Meinung vor, dass der Standort nach Woronesch verlegt wurde.
Im Januar 1715 brachte Graf Fjodor Apraxin die Idee vor, das Verwaltungszentrum des Gouvernements nach Woronesch zu verlegen, was vom Zaren genehmigt wurde. Die Wahl von Woronesch wurde durch seine mittlere geografische Lage im Verhältnis zum Territorium der Provinz sowie durch die Anwesenheit des Wohnsitzes des Diözesenoberhauptes bestimmt. Vizegouverneur Stepan Kolytschow lehnte diese Wahl ab und führte an, dass das Klima in Woronesch gesundheitsschädlich sei. Die Feuchtigkeit und der Sumpf an den Ufern des Flusses Woronesch lösten verschiedene Krankheiten aus. Den Status eines Verwaltungszentrums erhob auch das wirtschaftlich entwickelte Jelez, das in den Jahren 1710 bis 1711 und 1713 bis 1714 Sitz des Landrichters der Oberkommandantenprovinz Woronesch war. Im November 1715 wurde die Residenz des Vizegouverneurs und die Gouvernementskanzlei von Tambow nach Woronesch verlegt, obwohl diese Verlegung nicht gesetzlich verankert war. Infolgedessen wurde in der Büroarbeit die Praxis beibehalten, zwei Namen für die Provinz zu verwenden: Asow, als offiziellen Namen, und Woronesch als Namen des Verwaltungszentrums. Mit der Verlegung des Gouvernementszentrums nach Woronesch begann der zweite Name den ersten aktiv zu verdrängen.
1715 wurden die Oberkommandantenprovinzen abgeschafft und das Gouvernement in 12 Landratsanteile aufgeteilt. Um die Verwaltung zu optimieren, wurde 1718 die Zahl der Anteile auf 16 erhöht. Als Ergebnis der Umsetzung der Regionalreform von 1719 bis 1720 wurden gemäß dem Dekret vom 9. Juni 1719 die Landratsanteile durch Provinzen ersetzt. Das Gouvernement Asow wurde in 5 Provinzen aufgeteilt, deren Zentren in Bachmut, Woronesch, Jelez, Tambow und Schazk lagen. In den frühen 1720er Jahren blieb der offizielle Name des Gouvernements nur im Zusammenhang mit den Plänen von Kaiser Peter dem Großen relevant, Asow an Russland zurückzugeben. 1725 wurde der Name „Gouvernement Asow“ de facto durch den Namen „Gouvernement Woronesch“ ersetzt. Die Änderung des Namens war für die Obrigkeit so organisch, dass sie keiner rechtlichen Registrierung bedurfte.

## Zweites Gouvernement

### Geschichte und Verwaltungsgliederung
Es wurde per Dekret Kaiserin Katharinas II. vom 25. Februar 1775 gegründet. Es umfasste einen Teil des Gouvernements Noworossijsk, der Oblast des Don-Heeres und die an das Schwarze Meer grenzenden Territorien, die durch den Friede von Küçük Kaynarca 1774 an Russland abgetreten worden waren. Insbesondere fielen der Bezirk Kertsch-Jenikalsk auf der Krim, die Festung Kinburn an der Mündung des Dnepr, die Festung Sankt Dmitri in Rostow, und die Städte Asow und Taganrog unter die Jurisdiktion des Gouvernements Asow. Die Schlüsselrolle bei der Gründung und Entwicklung des Gouvernements spielten sein Generalgouverneur Grigori Potjomkin und der Gouverneur Wassili Tschertkow. Die Verwaltungszentren waren die Festung Bjeljow in Berestyn (1775–1778) und Samar (1778–1783).
Die Saporoger Sitsch, die ihren Grenzstatus verlor, wurde 1775 liquidiert. Durch den von der höchsten Autorität genehmigten Senatsbeschluss vom 31. Oktober 1775 wurden die Stadt Tor (das heutige Slowjansk) mit ihrem Bezirk sowie die Städte Stara Wodolaha und Nowa Wodolaha aus der Sloboda-Ukraine in das Gouvernement Asow übertragen. Durch den Beschluss Potjomkins, der von der höchsten Autorität am 31. April 1776 genehmigt wurde, wurden die Ländereien der abgeschafften Saporoger Sitsch am linken Ufer des Dnepr in das Gouvernement Asow eingegliedert.
1778 wurde das Gouvernement, mit Ausnahme der Gebiete des Don-Heeres und des Bezirks Kertsch-Jenikalsk, in neun Bezirke mit den folgenden Verwaltungszentren aufgeteilt:
- Taganrog
- Bachmut
- Torske
- Jekaterinoslaw
- Festung Bjeljow
- Zarytschanka
- Oleksandriwsk
- Mariupol
- Pawlowsk

Das Gouvernement Asow war Teil der heutigen Regionen Rostow in Russland und der Autonomen Republik Krim, Dnipropetrowsk, Donezk, Saporischschja, Luhansk und Charkiw in der Ukraine. Während der kurzen Zeit seines Bestehens erlebte das Gouvernement Asow zahlreiche administrative und territoriale Veränderungen. Das kosakische Erbe spielte bei seiner Bildung als Verwaltungseinheit eine wichtige Rolle. Die ersten Bezirke des Gouvernements übernahmen die Grenzen und Namen der ehemaligen kosakischen administrativ-territorialen Einheit, und es wurden paramilitärische Verwaltungsposten eingeführt, die nur innerhalb der Grenzen des Gouvernements Asow existierten.
Das Gouvernement wurde gemäß dem Dekret Katharinas II. vom 10. April 1783 abgeschafft und sein Territorium wurde Teil des Gouvernements Jekaterinoslaw. Der Hauptgrund für die Auflösung des Gouvernements Asow war, dass seine Fläche nicht ausreichte, um es in separate Vizekönigreiche umzuorganisieren.

### Bevölkerung und Wirtschaft
1783 betrug die Bevölkerungszahl 187,7 Tausend. Die Hauptbeschäftigungen der Bevölkerung waren Landwirtschaft. Die wichtigsten Anbauprodukte waren Roggen, Weizen, Gerste, Hafer, Buchweizen, Hirse und Industriepflanzen wie Flachs und Hanf. Zudem Gartenbau von Weintrauben, Maulbeeren und Walnüssen. Außerdem Viehzucht von Rindern und Pferden und Fischerei.